# Zoé Brunet
Zoé Brunet (Sinh năm 2000) được chọn vào tháng 1 năm 2018 là Hoa hậu Bỉ 2018 trong cuộc bầu chọn và là đại diện cho Bỉ tại Hoa hậu Hoàn vũ 2018. Cô lọt vào top 20 chung cuộc.

## Tiểu sử
Cha mẹ cô đến từ Mauritius. Năm 2014, Brunet tham gia Top Model ở Bỉ khi 14 tuổi. Khi được chọn là Hoa hậu Namur 2018 ở tuổi 17, cô đã có thể tham gia cuộc thi Hoa hậu Bỉ cấp quốc gia.
Vào tháng 6 năm 2018, Brunet được chọn là Hoa hậu Vô địch Thế giới tại Công viên Europa ở Đức. Trận đấu này được tổ chức trước FIFA World Cup.

## Hoa hậu Hoàn vũ 2018
Brunet đã đại diện cho Bỉ tại cuộc thi Hoa hậu Hoàn vũ 2018 ở Bangkok, Thái Lan vì Hoa hậu Bỉ Angeline Flor Pua gần đây đã tham gia cuộc thi Hoa hậu Thế giới ở Trung Quốc nên thay thế Brunet tham gia và cô đã lọt vào top 20 chung cuộc.